# Föreningen för kvinnans politiska rösträtt i Uppsala

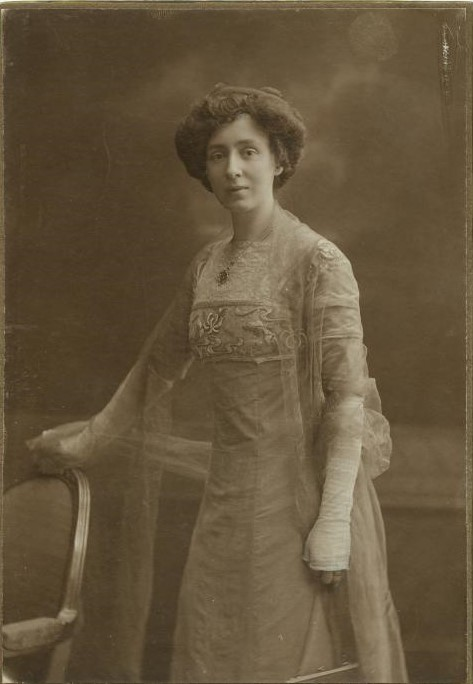
Ellen Hagen.

Föreningen för kvinnans politiska rösträtt i Uppsala, även kallad Uppsalaföreningen för kvinnans politiska rösträtt, var Uppsalas lokalförening inom Landsföreningen för kvinnans politiska rösträtt (LKPR). Föreningen var verksam lokalt i Uppsala 21 mars 1903–1921, och arbetade för införandet av kvinnors rösträtt i Sverige.

## Historia
Bland aktiviteterna fanns föredrag, samkväm, insamling av medel och förhandlingar om samarbete med andra organisationer. 
År 1908 rapporterades: 
"På Selma Lagerlöfs 50-årsdag den 20 november anordnade föreningen en offentlig hyllningsfest, som fick storartad anslutning. Programmet upptog: föredrag om Selma Lagerlöf av fil. kand. Emilia Fogelklou, läsning ur Gösta Berlings saga och Antikrists mirakler av fröken Alma Sjöman samt tablåer efter G. Paulis teckningar till Gösta Berlings saga utförda av studenter och studentskor, de senare medlemmar av F. K- P. R- På ordförandens förslag avsändes telegram till Selma Lagerlöf. I årets valrörelse har föreningen livligt deltagit. 5,000 ex. valupprop, flygblad o. d. ha dels genom föreningsmedlemmar, dels genom härvarande nykterhetsorganisationer spritts över hela länet. En styrelsemedlem, fil. kand. Alice Thunberg, interpellerade på allmänt valmöte i Uppsala högerns riksdagsmannakandidat om dennes ställning till kvinnans politiska rösträtt och valbarhet. Vänsterns kandidat uttalade sig i frågan utan interpellation. Till andra riksdagsmannakandidater inom länet ställdes skriftlig förfrågan. Ordföranden och sekreteraren, fröken v. Post, besökte valmötet i Dannemora. Fru Hagen talade dessutom på av Frisinnade landsföreningen anordnade politiska möten i Kristianstad och Sollefteå".

## Ordförande
- 1904–1921: Ellen Hagen